# Kacice (gromada)
Kacice – dawna gromada, czyli najmniejsza jednostka podziału terytorialnego Polskiej Rzeczypospolitej Ludowej w latach 1954–1972.
Gromady, z gromadzkimi radami narodowymi (GRN) jako organami władzy najniższego stopnia na wsi, funkcjonowały od reformy reorganizującej administrację wiejską przeprowadzonej jesienią 1954 do momentu ich zniesienia z dniem 1 stycznia 1973, tym samym wypierając organizację gminną w latach 1954–1972.
Gromadę Kacice z siedzibą GRN w Kacicach utworzono – jako jedną z 8759 gromad na obszarze Polski – w powiecie miechowskim w woj. krakowskim, na mocy uchwały nr 24/IV/54 WRN w Krakowie z dnia 6 października 1954. W skład jednostki weszły obszary dotychczasowych gromad Kacice, Lipna Wola i Januszowice ze zniesionej gminy Kacice, Miłocice ze zniesionej gminy Niedźwiedź oraz Przestańsko ze zniesionej gminy Iwanowice w tymże powiecie. Dla gromady ustalono 20 członków gromadzkiej rady narodowej.
Gromadę zniesiono 31 grudnia 1961, a jej obszar włączono do gromad: Niedźwiedź (wieś Miłocice), Iwanowice (wieś Przestańsko) i Prandocin (wsie Januszowice, Kacice i Lipna Wola).